# Атаханова, Кайша Якубовна
Кайша Якубовна Атаханова (род. 18 июля 1957, Караганда, Казахская ССР) — советский и казахский биолог, специалист по генетическим нарушениям от радиации. Лауреат Премии Голдманов в области охраны окружающей среды (2005) за кампанию по предотвращению коммерческого ввоза ядерных отходов в Казахстан. Основатель и бывший руководитель Карагандинского экологического центра (известного как Экоцентр).

## Биография
Родилась в Караганде, Казахская ССР. Её отец был шахтёром, участвовал во Второй мировой войне. С возрастом, она проявляла всё больший интерес к природе, животным, что привело её к изучению биологии и становлению как активиста окружающей среды.
Воздействие радиации сказалось на её семье, так как и её родители, и её сестра умерли от рака. У её единственного брата также был диагностирован рак.
После окончания биологического факультета Карагандинского государственного университета, Атаханова начала проводить экологические и биологические исследования. Следуя своему интересу по теме последствия ядерных отходов в Казахстане, она специализировалась на генетическом воздействии ядерного излученияе на земноводных, уделяя основное внимание лягушкам.
Она проводила исследования на Семипалатинском испытательном центре, также известном как полигон, который являлся тестовой площадкой для испытания советского ядерного оружия. Благодаря этому исследованию она смогла изучить воздействие радиации на людей и животных, которые были ей непосредственно подвержены.
В 1992 году она основала Карагандинский экологический центр (Эко Центр), что позволило ей напрямую работать с людьми, подвергшимися воздействию радиации. Целью её деятельности было информирование людей о том, как воздействие радиации может повлиять на их условия жизни. Благодаря Эко Центру, Атаханова смогла возглавить успешную кампанию по предотвращению коммерческого ввоза и утилизации ядерных отходов в Казахстане.
Атаханова является основателем Карагандинского Экологического Центра или ЭкоЦентра, который занимается защитой окружающей среды и развитием демократии. Она также является одним из основателей Женского Земного Альянса (WEA), организации, которая стремится расширить возможности женщин и вооружить их навыками и инструментами, необходимыми для защиты Земли.

## Награды
- 2005 — Премия Голдманов в области охраны окружающей среды[1].